# War (álbum)
War é o terceiro álbum de estúdio da banda de rock irlandesa U2, lançado em 28 de fevereiro de 1983. O álbum chegou a ser considerado como o primeiro álbum abertamente político do U2, em parte por causa de canções como "Sunday Bloody Sunday" e "New Year's Day", bem como o título, que se origina da percepção da banda sobre o mundo na época; Bono afirmou que "a guerra parecia ser o tema para 1982".
Embora os temas centrais dos seus álbuns anteriores, Boy e October, fossem focados na adolescência e espiritualidade, respectivamente, War foi centrado nos aspectos físicos da guerra e as sequelas emocionais. O álbum foi descrito como a gravação onde a banda "transformou o pacifismo em uma cruzada".
War foi um sucesso comercial da banda, batendo Michael Jackson em Thriller do topo das paradas, tornando-se o primeiro álbum da banda a chegar na #1 posição no Reino Unido. Ele alcançou a posição de número #12 nos Estados Unidos e se tornou o primeiro álbum da banda a ser certificado em ouro no país. Em 2003, a revista Rolling Stone colocou o álbum na #221 posição na lista dos "500 Melhores Álbuns de Todos os Tempos".

## Gravação
O U2 começou a gravar War em 17 de maio de 1982. A banda fez uma pausa logo em seguida; recém casados, Bono e Ali Hewson viajaram em lua de mel para a Jamaica. Notou-se que não era uma lua de mel típica, como disse Bono, ele teria trabalhado nas letras para o próximo álbum. A letra de "New Year's Day" teve suas origens em uma canção de amor que Bono compôs para sua esposa, mas a canção foi reformulada e inspirada pelo movimento Solidariedade Polonês.
A música de abertura, "Sunday Bloody Sunday", uma canção de protesto ardente, se originou de um riff de guitarra e letras escritas por The Edge em 1982. Após uma discussão com sua namorada, e um período de dúvida sobre sua própria habilidade de escrever canções, The Edge — "sentindo-se deprimido... canalisou [seu] temor, frustração e auto-depreciação em uma peça de música". As primeiras versões da música começavam com a frase, "Don't talk to me about the rights of the IRA, UDA". (Não fale comigo sobre os direitos do IRA, UDA) Depois de Bono ter reformulado a letra, a banda gravou a música no Windmill Lane Studios, em Dublin. A batida da bateria da abertura logo tornou-se o gancho da canção. Um violinista local, Steve Wickham, aproximou-se de The Edge em uma parada de ônibus e perguntou se o U2 tinha qualquer necessidade de um violino em seu próximo álbum. No estúdio por em meio dia apenas, o violino elétrico de Wickham tornou-se a última contribuição instrumental à música.
Durante as sessões de "Sunday Bloody Sunday", o produtor Steve Lillywhite incentivou o baterista Larry Mullen Jr. para usar o metrônomo, mas Mullen era firmemente contra a ideia. Um encontro casual com Andy Newmark (do Sly & the Family Stone) — um baterista que usava uma click track (trilha de ritmo) religiosamente — mudou a mente de Mullen. Mullen usou a click track para ficar no tempo de outras canções do álbum. Mullen falou do álbum em uma entrevista de 1983, "Eu acho que a bateria sempre foi bastante simples, eu não acho que isso precisa ser chamativo. Para War eu usei metrônomo, algo que eu não tinha usado antes, é uma forma de manter o ritmo em meus audífonos. Quando eu escutei a música no tempo com o metrônomo, eu sabia que tinha que voltar para as bases. Esperamos que para o próximo álbum isso seja mais complicado, eu vou seguir em frente. Penso nisso como uma progressão musical para mim, porque eu aprendi muito com a gravação deste álbum, apenas sobre meu próprio estilo e é isso que eu queria fazer. Eu acho que há um estilo definido em War, o que não ocorre em álbuns anteriores".
A versão de estúdio de "40" foi gravada bem no final das sessões de gravação de War. O baixista Adam Clayton já havia deixado o estúdio, e os três restantes membros da banda decidiram que não tinham uma música boa para terminar o álbum. Bono, The Edge e Mullen Jr. rápidamente gravaram a canção com The Edge desligando tanto a guitarra elétrica quanto o baixo elétrico. Bono chamou a canção de "40" pois baseou a letra no "Salmo 40". Nas versões ao vivo da canção, The Edge e Clayton trocam suas posições, onde Clayton toca guitarra e Edge toca o baixo.
Três das faixas têm participação no backing vocal de The Coconuts do Kid Creole and the Coconuts. Nas palavras de Steve Lillywhite, "Eles estavam apenas de passagem em Dublin, em turnê, então nós saímos com eles e eles vieram e cantaram 'Surrender'. Então, era uma espécie de acaso essa banda de rock irlandesa tendo os Coconuts em seu álbum".
O álbum foi intitulado War por diversas razões; em 1982, Bono disse que o álbum foi chamado War, pois "a guerra parecia ser o tema predominante em 1982", acrescentando que "para todo lugar que você olhasse, das Malvinas ao Oriente Médio e a África do Sul havia guerra. Ao chamar o álbum de War, estamos dando às pessoas um tapa na cara ao mesmo tempo, ficando longe da imagem acolhedora que muita gente tem do U2". The Edge disse que "É um título forte. É direto. Não é algo que seja seguro, assim poderia sair pela culatra. É o tipo de assunto que as pessoas podem realmente não gostar. Mas nós queríamos fazer um caminho mais perigoso, voar um pouco mais perto do vento, assim eu acho que o título é apropriado".

## Composição
O som de War é sem dúvida, mais pesado do que os dos outros álbuns da banda, com a possível exceção de Achtung Baby. Uma das principais razões para isso é que The Edge usa muito menos delay e eco do que em trabalhos anteriores e posteriores.
War abre com a canção de protesto "Sunday Bloody Sunday". A canção descreve o horror sentido por um observador do conflito The Troubles, na Irlanda do Norte, especificamente relacionado ao Domingo Sangrento em 1972. Já há um desvio de temas, principalmente relacionados à inocência e espiritualidade mostrado pelo grupo nos primeiros dois álbuns. O álbum começa com um surpreendente som militarista na bateria por Larry Mullen Jr., e um solo furioso de The Edge que segue com uma entrada (intro) com uma rajada de staccatos lembrando uma metralhadora, e aponta letras dísticas, tais como: "And today the millions cry / We eat and drink while tomorrow they die" ("E hoje milhões choram / Nós comemos e bebemos enquanto amanhã eles morrem"). O álbum como um todo é mais direto do que o ambiente de October. Bono disse em 1983:
| “ | Muitas das músicas do nosso álbum foram bastante abstratas, mas War é intencionalmente mais direto, mais específico. Mas você ainda pode colocar o título em um monte de níveis diferentes. Nós não estamos apenas nos aspectos físicos da guerra. Os efeitos emocionais são importantes 'nas trincheiras cavadas dentro dos nossos corações'. As pessoas tornaram-se insensíveis à violência. Assistindo à televisão, é difícil saber a diferença entre fato e ficção. Um minuto você vê alguém levando um tiro em The Professionals e no próximo você vê alguém caindo de uma janela após ser baleado no noticiário. Um é ficção e o outro é a vida real, mas estamos nos tornando tão acostumados com a ficção que nos tornamos insensíveis ao real. A guerra poderia ser a história de um lar desfeito, uma família na guerra. | ” |

"Sunday Bloody Sunday" é considerada uma das maiores canções de protesto político, e mantém-se no setlist de concertos ao vivo do U2 até os dias atuais.
"Seconds" é uma canção sobre a proliferação nuclear e a possibilidade de que o Armageddom possa ocorrer por causa de um acidente. A faixa contém um trecho de um documentário de 1982, chamado Soldier Girls. The Edge canta as duas primeiras estrofes, tornando-se uma das raras ocasiões em que ele canta no vocal.
Em continuidade ao tema político do álbum, "New Year's Day" é sobre o movimento polonês "Solidarity". Em 2004, a revista Rolling Stone colocou-a na #427 posição na lista das "500 Melhores Canções de Todos os Tempos". A música continua a ser uma das bases do set ao vivo da banda, e é a terceira canção mais tocada, atrás apenas de "I Will Follow" e "Pride (In the Name of Love)".
"Like a Song..." foi concebida como uma mensagem para aqueles que acreditavam que a banda era muito digna, sincera e não "punk" suficiente. Bono especulou que a atitude da música punk teria feito mais sentido nos anos de 50 e 60, ao contrário do "vestir-se" do gênero no início dos anos 80. "Like a Song..." só foi tocada uma vez.
"Drowning Man" é a quinta faixa do álbum. Seu som é uma modificação de outras faixas de War, pois é uma música tranquila e atmosférica, fortemente influenciada pelo trabalho dos Comsat Angels. Ela nunca foi tocada ao vivo, embora haja também relatos não confirmados de que ela foi tocada em um show em 1983.
Outras canções com temas que se referem a prostituição e amor são "Red Light" e "Two Hearts Beat as One".

## Lançamento
O álbum foi lançado em 28 de fevereiro de 1983.
O garoto da capa é Peter Rowen (irmão do amigo de Bono, Guggi). Ele também aparece nas capas de Three, Boy, The Best of 1980-1990 e Early Demos. Bono descreveu o raciocínio por trás da capa: "Ao invés de colocar os tanques e armas na capa, nós colocamos o rosto de uma criança. A guerra pode ser também uma coisa mental, uma coisa emocional entre amores. Não precisa ser uma coisa física".
O lançamento original em fita cassete contém o álbum inteiro de cada lado.

### Singles
Em janeiro de 1983, "New Year's Day" foi lançada internacionalmente como primeiro single do álbum. O single alcançou o top 10 do Reino Unido, e foi o primeiro lançamento da banda a alcançar a parada da Billboard Hot 100. Em março de 1983, "Two Hearts Beat as One" e " Sunday Bloody Sunday" foram lançadas como singles em diferentes regiões. "Two Hearts Beat as One", single nos Estados Unidos, Reino Unido e Austrália, alcançando a #18 posição no UK Singles Chart; "Sunday Bloody Sunday", lançado na Alemanha e na Holanda, chegou à #3 posição nas paradas da Holanda. "40" não foi lançada como single comercial, mas sim como um single promocional na Alemanha.
Red Light, apesar de não ter sido lançada como single, teve um clipe promocional.

## Recepção
| Críticas profissionais | Críticas profissionais |
| Avaliações da crítica  | Avaliações da crítica  |
| Fonte                  | Avaliação              |
| ---------------------- | ---------------------- |
| Allmusic               | [ 19 ]                 |
| The Austin Chronicle   | [ 20 ]                 |
| BBC Music              | (misto)                |
| Creem                  | (B+)                   |
| Pitchfork Media        | (8.9/10)               |
| Rolling Stone          | [ 24 ]                 |
| Sounds                 | [ 25 ]                 |

War tornou-se o primeiro álbum do U2 à alcançar a #1 posição no Reino Unido, superando o álbum Thriller de Michael Jackson no topo das paradas. O álbum terminou em #6 lugar nos "Melhores Álbuns" na lista de "Pazz & Jop" da revista The Village Voice em 1983. Em 1989, War ficou na #40 posição na lista da revista Rolling Stone dos "100 Melhores Álbuns da Década de 1980". Na mesma revista, em 2003, o álbum ficou na #221 posição na lista dos 500 Melhores Álbuns de Todos os Tempos.

## War Tour
Em apoio do álbum, a banda começou a excursionar em 1 de dezembro de 1982. O primeiro mês dos shows, referido como Pré-War Tour,
precedeu o lançamento do álbum e a maior parte da turnê foi usada para testar as novas canções em ambiente ao vivo. A War Tour (propriamente dita) começou em 26 de fevereiro de 1983 e terminou em 29 de novembro do mesmo ano. No total, a banda fez 110 concertos para promover War. As performances consistiam quase sempre com Bono acenando com bandeiras brancas, uma visão que se associou à banda após um show memorável no Red Rocks Amphitheatre, capturado pelo filme-concerto Live at Red Rocks: Under a Blood Red Sky e mostrado pela MTV. A banda também lançou um EP ao vivo em 1983 intitulado Under a Blood Red Sky (nomeado a partir de um verso da letra de "New Year's Day"), uma compilação de gravações ao vivo da War Tour.

## Lista de faixas
Todas as faixas escritas e compostas por U2. 
| Lado 1 |                        |         |  |
| N.º    | Título                 | Duração |  |
| 1.     | "Sunday Bloody Sunday" | 4:38    |  |
| 2.     | "Seconds"              | 3:10    |  |
| 3.     | "New Year's Day"       | 5:38    |  |
| 4.     | "Like a Song..."       | 4:48    |  |
| 5.     | "Drowning Man"         | 4:12    |  |

| Lado 2         |                                           |         |  |
| N.º            | Título                                    | Duração |  |
| 6.             | "The Refugee" (produzido por Bill Whelan) | 3:40    |  |
| 7.             | "Two Hearts Beat as One"                  | 4:00    |  |
| 8.             | "Red Light"                               | 3:46    |  |
| 9.             | "Surrender"                               | 5:34    |  |
| 10.            | "40"                                      | 2:36    |  |
| Duração total: | Duração total:                            | 42:03   |  |

Em 1993, a "Mobile Fidelity Sound Lab" remasterizou o álbum e o lançou como um CD especial de ouro. Esta edição tem diferentes tempos de execução: mais notavelmente, "Seconds" possui um tempo de 3:22, adicionado 11.5 segundos na quebra da seção, enquanto que "Like a Song..." tem 5:00, estendendo-se a seção de reprodução (início em aproximado a 4:45).

## Edição 2008 remasterizada
Após o relançamento remasterizado de The Joshua Tree em 2007, havia rumores que a banda iria também remasterizar e relançar War, junto com os álbuns Boy e October. Isto foi confirmado pelo site oficial da banda U2.com em 9 de abril de 2008. O álbum remasterizado foi lançado em 21 de julho de 2008 no Reino Unido, com a versão dos Estados Unidos no dia seguinte. Foi lançado três formatos diferentes:
1. Formato Padrão (Standard): Um único CD, remasterizado e áudio restaurado. Inclui um livreto de 16 páginas com fotos, letras completas e um encarte novo de Niall Stokes. As 10 faixas correspondem a versão anterior do álbum.
2. Formato Deluxe: Um CD acima do formato padrão e um CD bônus, incluindo B-sides, músicas ao vivo e raridades. Também inclui um livreto, porém esse, com 32 páginas com fotos inéditas, letras completas, encarte novo por Niall Stokes, e notas explicativas sobre o material de bônus por The Edge.
3. Formato Vinil: Um único álbum remasterizado em vinil de versão com embalagem "180gram" restaurado.

### CD Bônus (Edição Deluxe)
Todas as faixas escritas e compostas por U2. 
| N.º            | Título                                                                               | Versão original                                                        | Duração |  |
| 1.             | "Endless Deep"                                                                       | A partir dos singles "Sunday Bloody Sunday" e "Two Hearts Beat as One" | 2:58    |  |
| 2.             | "Angels Too Tied to the Ground"                                                      | Previamente um outtake inédito das sessões de "War"                    | 3:34    |  |
| 3.             | "New Year's Day" (Single Edit)                                                       | A partir do single "New Year's Day"                                    | 3:56    |  |
| 4.             | "New Year's Day" (USA Remix/Kevorkian Remix)                                         | A partir do single "Two Hearts Beat as One"                            | 4:31    |  |
| 5.             | "New Year's Day" (Vocal Extended Mix - Ferry Corsten Remix)                          | A partir do single promocional "New Year's Dub 2000"                   | 9:42    |  |
| 6.             | "New Year's Day" (Ferry Costen - Vocal Radio Mix)                                    | A partir do single promocional "New Year's Dub 2000"                   | 4:37    |  |
| 7.             | "Two Hearts Beat as One" (Long Mix por Kevorkian)                                    | A partir do single promocional "Two Hearts Beat as One"                | 5:56    |  |
| 8.             | "Two Hearts Beat as One" (USA Remix por Kevorkian)                                   | A partir do single "Two Hearts Beat as One"                            | 4:24    |  |
| 9.             | "Two Hearts Beat as One" (Club Version - Steve Lillywhite Remix)                     | A partir do single "Two Hearts Beat as One"                            | 5:43    |  |
| 10.            | "Treasure (Whatever Happened to Pete the Chop)" (Whatever Happened to Pete the Chop) | A partir do single "New Year's Day"                                    | 3:24    |  |
| 11.            | "I Threw a Brick Through a Window/A Day Without Me"                                  | A partir do single "New Year's Day"                                    | 6:58    |  |
| 12.            | "Fire"                                                                               | A partir do single "New Year's Day"                                    | 3:46    |  |
| Duração total: | Duração total:                                                                       | Duração total:                                                         | 59:21   |  |